# 京周高速动车组列车
京周高速动车组列车是中国铁路运行于首都北京市北京西站及河南省周口市周口东站的高速动车组列车，途经北京市、河北省、河南省一市二省，客运里程871公里，列车客运乘务由南昌局集团南昌客运段担当。其中北京西站至周口东站运行4小时24分，使用车次为G1571次；周口东站至北京西站运行4小时20分，使用车次为G1572次。

## 历史
2019年12月1日，配合郑阜高速铁路通车，原北京西~郑州东G1571/1572次列车临时调整至周口东站始发终到，车次临时调整为G4095/4096次。
2019年12月30日，本对列车正式延长至周口东站，车次恢复为G1571/1572次。
2022年6月20日，配合京广高铁北段运行图重排，本对列车改由南昌局集团南昌客运段担当。

## 使用列车
G1571/1572次列车使用配属南昌局集团南昌西动车运用所的CR400AF-Z，重联运行。